# مارك فارينا
مارك فارينا (بالإنجليزية: Mark Farina)‏ هو دي جيه أمريكي، ولد في 25 مارس 1969 في شيكاغو في الولايات المتحدة.

## وصلات خارجية
- مارك فارينا على موقع ميوزك برينز (الإنجليزية)
- مارك فارينا على موقع أول ميوزيك (الإنجليزية)
- مارك فارينا على موقع ديسكوغز (الإنجليزية)